# Lalim
Lalim es una freguesia portuguesa del concelho de Lamego, con 7,64 km² de superficie y 912 habitantes (2001). Su densidad de población es de 119,4 hab/km².